# Heilige-Spyridonkerk (Korfoe)
De Heilige-Spyridonkerk (Grieks: Ιερός Ναός Αγίου Σπυρίδωνος, Ierós Naós Agíou Spyrídonos) is een Grieks-Orthodoxe kerk in de Griekse stad Corfu, gebouwd in de jaren 80 van de 16e eeuw. Het bezit de relieken van Sint-Spyridon en is gelegen in de oude stad van Korfoe. De kerk heeft de hoogste klokkentoren van de Ionische Eilanden.

## Geschiedenis
Volgens historische verslagen werden in 1489, na de val van het Byzantijnse Rijk, de relieken van de Heilige-Spyridon en Theodora I van Constantinopel naar Korfoe gebracht door de rijke Griekse monnik Georgios Kalochairetis, die het als bezit in de familie hield. Later, wanneer zijn dochter Asimia trouwde met een van de nakomelingen van de familie Voulgari, werden de overblijfselen als bruidsschat doorgegeven.
Vervolgens werden de relieken ondergebracht in een private kerk van de familie Voulgari. Deze kerk was gelegen in de wijk San Rocco maar moest gesloopt worden wanneer de Nieuwe Vesting werden gebouwd door de Venetianen na het Beleg van Korfoe van 1537. In 1580 werden de relieken naar de huidige kerk overgebracht die gebouwd werd binnen de stadsmuren in de wijk Campiello. De klokkentoren van de kerk is gelijkaardig aan die van de Grieks-orthodoxe kerk San Giorgio dei Greci in Venetië.

## Interieur
Binnenin de kerk is er een crypte rechts van de iconostase, waar de overblijfselen van Sint-Spyridon in een dubbele sarcofaag worden bewaard. De grote kist omvat de kleinere en is in hout gemaakt en met zilver omzoomd. De kleinere kist is bedekt met rood fluweel en heeft een afneembare onderkant om de slipper van de heilige makkelijker te verwisselen.
Aan het plafond van de crypte hangen 53 wierookvaten, waarvan 18 gouden en 35 zilveren.
De voorkant van de iconostase gelijkt op de buitenkant van de ingang van de barokke kerk. Het plafond van de kerk is verdeeld in segmenten die elk taferelen tonen van het leven en de mirakels van Spyridon. De originele schilder van de kerk was Panagiotis Doxaras, die de werken gecreëerd heeft in 1727. Over de jaren heen begonnen de schilderingen van Doxaras weg te rotten en werden kopieën aangebracht door Nikolaos Aspiotis. Het enige overblijfsel van Doxaras' werk is vergulden boord van de iconografie.

### Huis Romanov
Boven de westelijke duur van de narthex is het wapenschild van het huis Romanov aangebracht om aan te geven dat de kerk onder de bescherming van Rusland stond tussen 1807 en 1917.

### Venetiaanse invloeden
De Venetiaanse Senaat schonk een vergulde zilveren lamp met afbeeldingen van de heilige Spyridon en de leeuw van Sint Marcus, om de wonderen van de heilige tijdens het Tweede Beleg van Korfoe in 1716 te herdenken. De lamp hangt in de westelijke hoek van het schip dicht bij de vertrekken van de vrouwen. De inscriptie op de lamp is als volgt:
OB SERVATAM CORCYRAM DIVO SPVRIDIONI TVTELARI SENATVS VENETVS ANNO MDCCXVI
Dit wordt vertaald als: "Voor de verlossing van Korfoe, aan de patroonheilige Spyridon, de Senaat van Venetië, 1716 A.D.".
De grootste lamp in de kerk is te vinden dicht bij het spreekgestoelte en werd geschonken aan de heilige door de Venetiaanse admiraal Andrea Pisani en de rest van de Venetiaanse leiders met als inscriptie:
DIVO SPVRIDIONI TVTELARI VTRAQVE CLASSE PROTECTA ANDREA PISANI SVPREMO DVCE VTRIVSQVE CLASSIS NOBILES EX VOTO ANNO MDCCXVII
Dit wordt vertaald als: "Aan de patroonheilige Spyridon voor het beschermen van de twee vloten onder het leiderschap van Andrea Pisani, opperbevelhebber van de twee vloten, de edelmannen in toegewijd offeren, 1717 A.D.".